# 安曇野北インターチェンジ
安曇野北インターチェンジ（あづみのきたインターチェンジ）は、長野県安曇野市で計画中の長野自動車道のインターチェンジである。名称は仮称である。松本糸魚川連絡道路安曇野道路に接続する。

## 道路
- E19 長野自動車道

## 接続する路線
- 松本糸魚川連絡道路　安曇野道路（長野県道51号大町明科線）[1]

## 周辺
- 長峰山
- 長峰荘
- 長野県水産試験場
- 明科駅
- 犀川白鳥湖
- 御宝田遊水池
- 穂高クリーンセンター
- あづみ野ランド
- 大王わさび農場
- 安曇野スイス村
- 安曇野の里（田淵行男記念館、あづみ野ガラス工房）
- 碌山美術館
- 安曇野高橋節郎記念美術館
- アクアピア安曇野（安曇野終末処理場、下水処理場）
- 穂高ショッピングパーク

## 隣
E19 長野自動車道
(5) 安曇野IC - 安曇野北IC（計画中） - (5-1) 筑北SIC - 筑北PA - (6) 麻績IC